# Missões diplomáticas da Macedônia do Norte

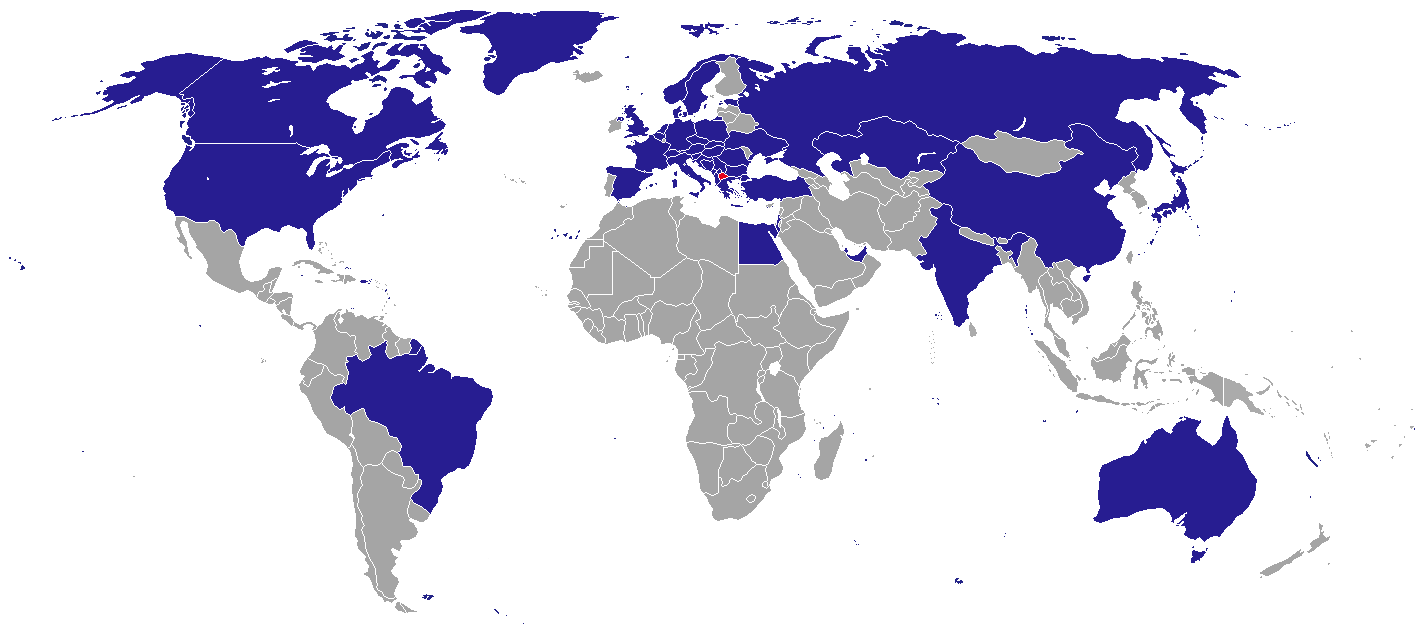
Mapa das missões diplomáticas da Macedônia do Norte

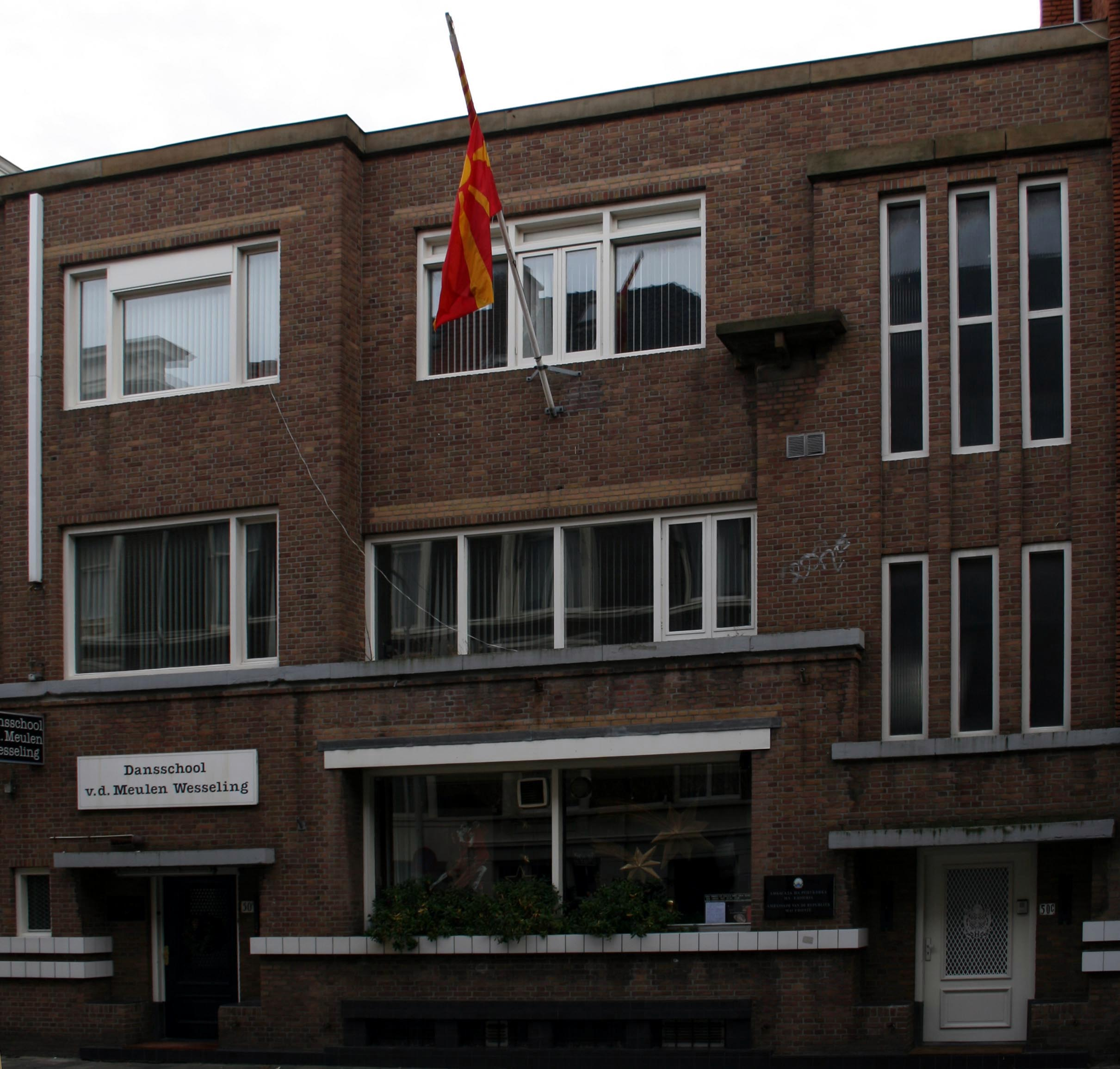
Embaixada da Macedônia do Norte em Haia

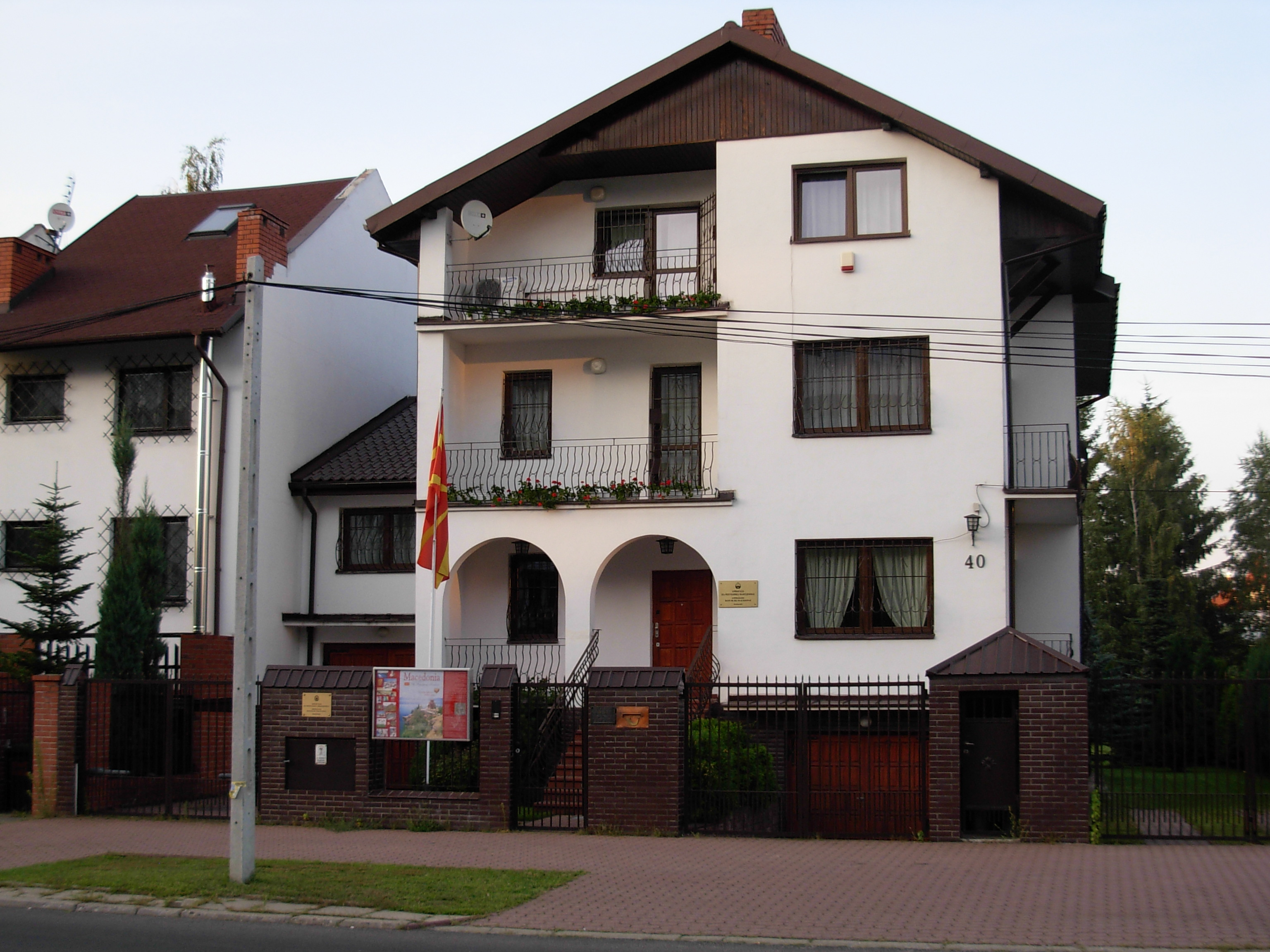
Embaixada da Macedônia do Norte em Varsóvia

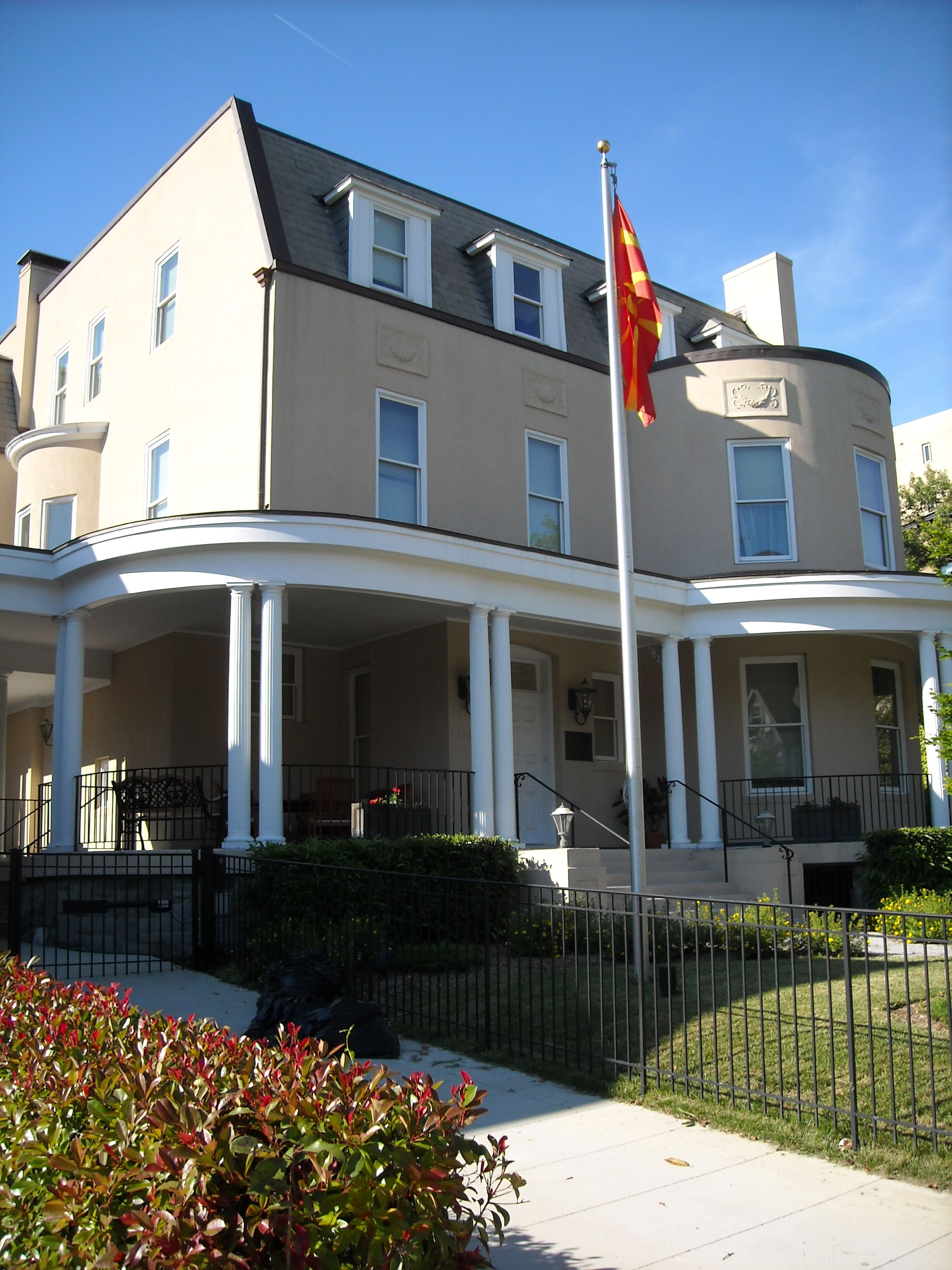
Embaixada da Macedônia em Washington, D.C

Abaixo se encontram as embaixadas e consulados da Macedônia do Norte:

## Europa
- Albânia
  - Tirana (Embaixada)
- Alemanha
  - Berlim (Embaixada)
  - Bona (Escritório da embaixada)
- Áustria
  - Viena (Embaixada)
- Bélgica
  - Bruxelas (Embaixada)
- Bósnia e Herzegovina
  - Sarajevo (Embaixada)
- Bulgária
  - Sófia (Embaixada)
- Croácia
  - Zagreb (Embaixada)
- Dinamarca
  - Copenhague (Embaixada)
- Eslovênia
  - Liubliana (Embaixada)
- Espanha
  - Madrid (Embaixada)
- Estónia
  - Tallin (Gabinete de Ligação)
- França
  - Paris (Embaixada)
- Grécia
  - Atenas (Gabinete de Ligação)
  - Salónica (Escritório Consular)
- Itália
  - Roma (Embaixada)
- Montenegro
  - Podgorica (Embaixada)
- Noruega
  - Oslo (Embaixada)
- Países Baixos
  - Haia (Embaixada)
- Polónia
  - Varsóvia (Embaixada)
- Reino Unido
  - Londres (Embaixada)
- Roménia
  - Bucareste (Embaixada)
- Rússia
  - Moscou (Embaixada)
- Vaticano
  - Vaticano (Embaixada)
- Sérvia
  - Belgrado (Embaixada)
  - Pristina, Kosovo (Escritório)
- Suécia
  - Estocolmo (Embaixada)
- Suíça 
  - Berna (Embaixada)
- Ucrânia
  - Kiev (Embaixada)

## América
- Brasil
  - Brasília (Embaixada)
- Canadá
  - Ottawa (Embaixada)
  - Toronto (Consulado-Geral)
- Estados Unidos
  - Washington, D.C. (Embaixada)
  - Detroit (Consulado-Geral)

## Oriente Médio
- Catar
  - Doha (Embaixada)
- Turquia
  - Ancara (Embaixada)
  - Istambul (Consulado-Geral)

## África
- Egito
  - Cairo (Embaixada)

## Ásia
- China
  - Pequim (Embaixada)

## Oceania
- Austrália
  - Camberra (Embaixada)

## Organizações Multilaterais
- - Bruxelas (Missão Permanente do país ante a União Europeia e OTAN)
  - Estrasburgo (Missão Permanente do país ante o Conselho da Europa)
  - Genebra (Missão Permanente do país ante as Nações Unidas e outras organizações internacionais)
  - Nova Iorque (Missão Permanente do país ante as Nações Unidas)
  - Paris (Missão Permanente do país ante a Unesco)
  - Roma (Missão Permanente do país ante a Organização das Nações Unidas para Agricultura e Alimentação)
  - Viena (Missão Permanente do país ante as Nações Unidas)